# Tanaka Yutaka
Tanaka Yutaka (田中 ユタカ sinh ngày 8 tháng 9 năm 1966) là một mangaka người Nhật. Ông là tác giả của tác phẩm nổi tiếng Ai-Ren.

## Tác phẩm
- Ai-Ren, 5 tập
- Shoya Bājin Naito, 2 tập
- Mimia Hime, Truyện ngắn
- Mimia Hime, 2 tập (đang viết)
- Itoshi no Kana, 3 tập